# Cygnus X-3
Ne doit pas être confondu avec Cygnus X-1.
Pour les articles homonymes, voir Cygnus et X3.
Cygnus X-3, ou Cyg X-3 et V1521 Cyg, est une binaire X à forte masse localisée dans la constellation du Cygne. L'étoile de cette binaire est découverte en 1967, après un scanner d'une source de rayons X fait en 1966,. Son spectre est identifié par ballon stratosphérique en 1968,.
La période de Cygnus X-3, d'une durée d'environ 4,8 heures, est déterminée en 1972 grâce au données recueillies par le télescope spatial Copernicus,,. La semi-amplitude de Cyg X-3 est de 379+124
 −149 km/s.
L'étoile binaire Cygnus X-3 est un microquasar,. Le système Cyg X-3 comporte un objet compact qui peut être un trou noir à faible masse ou une étoile à neutrons. L'étoile de Cyg X-3 peut-être, quant à elle, classée dans le groupe des étoiles Wolf-Rayet de type WN 4-6. Seuls les infrarouges, les ondes radio, les rayons X et gamma de l'objet astrophysique sont observables,,,.

## Nomenclature
Le nom de Cygnus X-3 se décline en V1521 Cyg, dans le système de désignation des étoiles variables, en INTEGRAL1 118, dans la nomenclature du laboratoire INTEGRAL, en WR 145a, en RX J2032.3+4057 et en 4U 2030+40. Cygnus X-3 est également désignée sous le terme Cyg X-3,,,.

## Historique

### Premières découvertes et recherches de sources cosmiques de rayons X
En 1960, avec l'appui de la NASA et de l'US Air Force, le physicien Riccardo Giacconi, au sein de la structure AS&E (en), lance un programme permettant d'observer les émissions de rayon X.
La première fusée, de classe Aerobee, contenant un instrument mesurant des rayons X cosmiques est lancée en octobre 1961. En raison d'un dysfonctionnement de l'engin spatial aucune donnée n'est enregistrée. Un second essai, effectué en juin 1962, se révèle fructueux : les premiers indices d'un rayonnement de rayons X cosmiques sont mis en évidence. Les sources d'émissions les plus importantes sont détectées dans le centre de la Voie lactée, des sources de moindre intensité provenant de la constellation du Cygne. La même année, les astronomes réalisent la première découverte d'une binaire X : Scorpius X-1. En juillet 1964 de fortes émissions sont identifiés dans la nébuleuse du Crabe et dans la constellation du Crabe.
Après juin 1966, Giacconi et son équipe décident de concentrer les recherches sur les émissions issues de la constellation du Cygne.

### Découverte de Cygnus X-3
La source d'émission de rayon X de Cygnus X-3 est connue depuis 1966,,,. Le 11 octobre une fusée Aerobee type 150, comportant détecteurs de rayon X est lancée depuis la base de lancement de White Sands. La zone alors explorée est le complexe de Cygnus X. Les données recueillies par les instruments de mesure permettent aux astronomes de localiser Cyg X-3 dans l'un des bras de la Voie lactée. Les données collectées indiquent également une possible connexion ou interaction avec une association de type O.
La mission d'exploration de 1966 permet également d'approndir les connaissances sur trois autres sources d'émissions de rayons X cosmiques : Cygnus X-1, Cygnus X-2 et Cygnus X-4, objets célestes tous les trois connus avant 1965,,. D'après les éléments recueillis par les détecteurs, l'intensité du rayonnement X de Cyg X-3 est environ deux fois moins important que celui de Cyg X-2.
Plus d'un an et demi après la découverte de Cygnus X-3, le 22 mai 1968 le spectre électromagnétique de la binaire X est mis en évidence au moyen d'un ballon stratosphérique.

### Observations et recherches

#### Émission radio géante enrgistrée en 1972
Une explosion d'ondes radio de très grande importance, provenant de la source de rayon X de Cyg X-3, est observée le 2 septembre 1972 à l'observatoire radio du parc provincial Algonquin,,. L'intensité d'émission, de 100 MeV, est alors 1 000 fois supérieure à celles enregistrées le 31 août de la même année,. Les astronomes canadiens, alors dirigés par P. C. Gregory, relayent l'information au centre du National Radio Astronomy Observatory de Virginie.
La densité de flux de l'émission radio géante du 2 septembre a été déterminée aux fréquences 10 522, 6 630 et 3 240 kHz, sa polarisation linéaire ayant été établie à 10 522 kHz. Le pic du signal radio est enregistré à une longueur d'onde de 3 cm.
D'autres pics d'intensité sont enregistrés aux longueurs d'onde de 3 et 73 cm entre le 2 et le 7 septembre. Pour les chercheurs ayant identifié l'événement radioastronomique, la « limite supérieure » de la distance de la source d'émission de rayon X, inférieure ou égale à 400 000 pc, met en évidence que cette source est d'origine galactique. En outre, l'explosion radio de Cyg X-3 n'est pas de nature thermique. D'autre part, ces faits impliquent probablement un « modèle » de rayonnement synchrotron à travers un nuage moléculaire en expansion riche en particules relativistes,,.
Dans les années qui suivent, des modèles élaborés pour traduire le rayonnement synchrotron et l'observation de plusieurs autres fortes émissions radio ont permis aux chercheurs de prédire une vitesse d'expansion d'environ 0,1 c.

#### Émissions radios géantes enrgistrées en 1982
Dix ans après la première explosion relevée par le centre d'observation astronomique canadien, plusieurs émissions de très forte intensité sont le 28 septembre 1982 par le centre NRAO de Socorro, dans l'État du Nouveau-Mexique.
Cette série d'émissions géantes permettent aux astronomes de déterminer la taille angulaire, le taux et la vitesse d'expansion linéaire de Cygnus X-3. Le taux d'expansion de Cyg X-3, comparable à celui du microquasar SS 433, situé dans la constellation de l'Aigle, est établi à 0".010 par jour, tandis que la vitesse d'expansion linéaire est estimée à une valeur supérieure ou égale à 0,35 c.

### Découverte d'une UHE
En 1983, une source de rayon gamma à ultra-haute énergie (en) (UHE) provenant de Cyg X-3 est observée par les astronomes Samorsky et Stamm,. L'énergie dégagée par cette source est alors supérieure ou égale à 3 × 1015 eV et à des valeurs de flux comprises entre 3 × 1011 cm-2s-1 et 1,5 × 1014 cm-2s-1.

## Distance et localisation

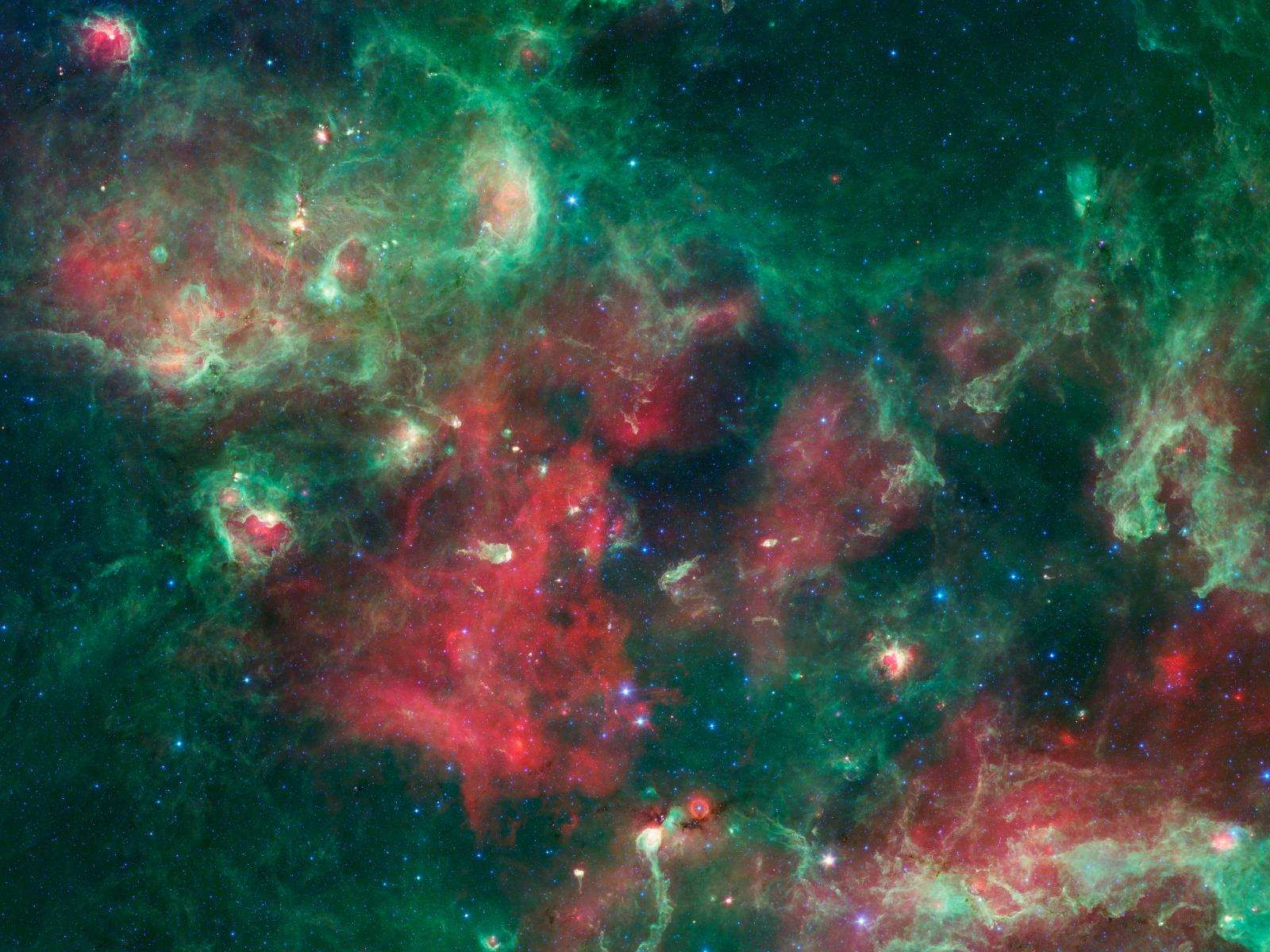
Complexe de Cygnus X.

Cygnus X-3 est située dans la partie arrière du complexe Cygnus X, une région faisant partie de la constellation du Cygne et située dans l'un des bras de la Voie lactée,. Elle se place dans la direction de l'association stellaire Cygnus OB2, à une distance de 1 700 pc,. L'étoile binaire, selon les estimations, se trouve à une distance d'environ 9 000 pc, à 7,2 kpc (soit environ 24 000 al) ou entre 7,4 et 10,2±1,2 ± 1,1 kpc de la Terre,,.
À l'instant standard du 1er janvier 2000 à minuit, l'ascension droite de Cyg X-3 a pour coordonnées : 20h 32m 25.78s,. Sa déclinaison a pour coordonnées : +40° 57′ 27.9″.

## Classification et nature des deux corps célestes
Cygnus X-3 est une binaire X à forte masse formée d'une étoile à hélium de classe Wolf-Rayet, type WN 4-6 ou WN 5-7,,.
L'étoile est couplée à un corps compact ayant été interprété comme étant une étoile à neutrons ou un trou noir stellaire à faible masse,,,. Dans un cas comme dans l'autre, Cygnus X-3 est un microquasar,,,. Le dépassement de la limite d'Eddington relevé entre l'objet compact et son disque d'accrétion tend à valider l'hypothèse qu'il s'agisse d'une étoile à neutrons. Néanmoins, le spectre de rayon X émis par Cygnus X-3, hormis les effets d'absorption, est très similaire à ceux des trous noirs. Cet élément conforte l'hypothèse que l'objet compact de Cyg X-3 est un trou noir.

## Caractéristiques physiques, mécaniques et optiques

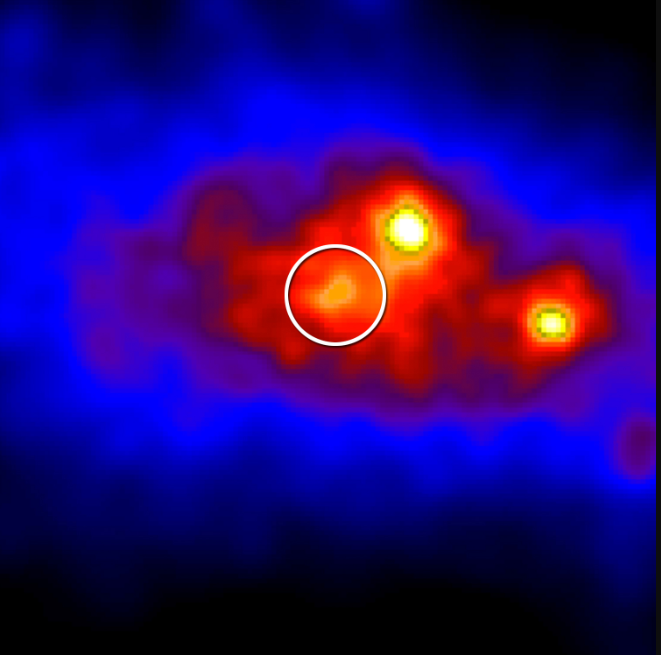
Cyg X-3 (ici entourée d'un cercle blanc).

La masse solaire de l'étoile est comprise entre 8 et 14 {\displaystyle M_{\odot }}. Celle de l'objet compact qui l'accompagne est de 2,4+2,1
 −1,1{\displaystyle M_{\odot }},. Le rayon de l'étoile est inférieur à 2,.
L'objet compact du système Cyg X-3 est entouré d'un disque d'accrétion dont le rayon externe mesure approximativement 10 × 1010 cm et le rayon interne environ 10 × 109 cm.
La magnitude apparente visible (V) de l'étoile est 13,192. Sa magnitude absolue est -4,5. À l'instar de ceux de Cyg X-1, Cyg X-2 et Sco X-1 le spectre électromagnétique de Cyg X-3 débute aux alentours de 20 000 eV,,. Il s'étend jusqu'à 90 voire 100 eV selon les estimations,.
La taille angulaire de la binaire X est déterminé à 20, 6, 2 et 1,3 cm.
La période orbitale de Cyg X-3 est de l'ordre de 4,8 h — plus précisément 4,79 h — et son demi-axe majeur est compris entre 2,45 et 4,75±0,42 ± 0,55 ua en phase d'expansion et entre 2,97 et 6,76±0,72 ± 0,33 ua en phase de contraction. Le demi-axe majeur est de 4 fois supérieur au demi-axe mineur. La semi-amplitude de la binaire X est de 379+124
 −149 km/s. L'inclinaison orbitale de Cygnus X-3, non-déterminée, possède très probablement un angle dièdre de faible valeur.
La vitesse radiale de Cygnus X-3 est de 208+113
 −127 km/s.

## Émissions électromagnétiques

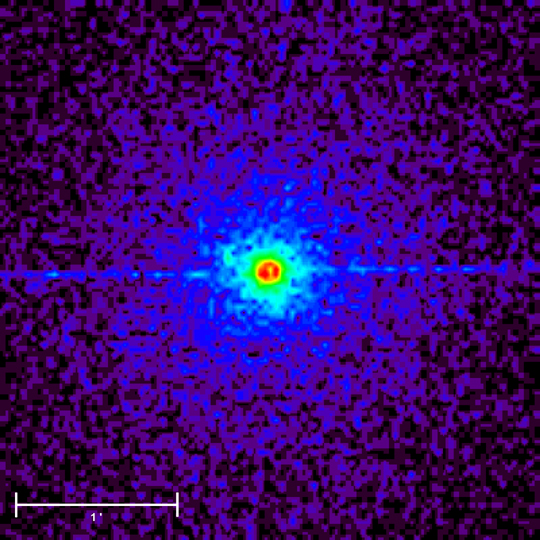
de la source de rayons X émis par Cygnus X-3.

### Émissions de rayons X
L'objet compact de Cyg X-3 émet des rayons X durs, moyens et mous,. Les données collectées sur une période de 10 ans (de 1996 à 2006) par le All Sky Monitor (ASM), instrument chargé sur le télescope spatial Rossi X-ray Timing Explorer (RXTE) ont permis de déterminer que la bande de rayons X mous émis par le corps céleste est comprise entre 1,3 et 12 keV. Les observations réalisées entre 1996 et 2000 grâce au détecteur Proportional Counter Aray (PCA) ont permis d'établir que la bande de rayon X moyens émis par Cyg X-3 est comprise entre 3 et 25 keV. Sur la même période, le détecteur à scintillation High Energy X-ray Timing Experiment (HEXTE) a relevé que la bande de rayons X durs est comprise entre 15 et 110 keV.

### Émissions de rayons gamma
Une partie des rayons γ émis par Cyg X-3 sont d'origine hadronique. L'énergie cinétique de l'émission de rayons gamma hadroniques est supérieure à 100 MeV.

## Émissions de particules élémentaires

### Émissions de neutrinos
Le système binaire émet des neutrinos. Ce phénomène, à l'instar de l'émission de rayons gamma, est lié à une interaction proton-proton. Les observatoires spatiaux AGILE et Fermi-LAT ont permis de déterminer que le flux énergétique nécessaire à l'injection protonique est d'environ 10 × 1037 erg/s. Cette valeur est en corrélation avec la magnitude bolométrique moyenne de Cygnus X-3 lorsque son corps compact est en état d'hyper-stabilité.

## Pour approfondir